# سانتیاگو آلوارس
سانتیاگو آلوارس (اسپانیایی: Santiago Álvarez‎؛ زادهٔ ۱۷ فوریهٔ ۱۹۹۴) بازیکن راگبی ۷ نفره اهل آرژانتین است.
وی در مسابقات کشوری و بین‌المللی در مجموع برندهٔ ۱ مدال طلا، ۱ مدال نقره، ۱ مدال برنز شده‌است.